# Melanotrichus catulus
Melanotrichus catulus är en insektsart som först beskrevs av Van Duzee 1916.  Melanotrichus catulus ingår i släktet Melanotrichus och familjen ängsskinnbaggar. Inga underarter finns listade i Catalogue of Life.